# Élections municipales dans les comtés unis de Prescott et Russell de 2014
Les élections municipales dans les comtés unis de Prescott et Russell de 2014 en Ontario se sont déroulées le 27 octobre 2014, en même temps que les élections municipales de l'Ontario.

## Comtés unis de Prescott et Russell
| Municipalité          | Maire |
| --------------------- | --- |
| Alfred et Plantagenet | Fernand Dicaire |
| Casselman             | Conrad Lamadeleine |
| Champlain             | Gary J. Barton (acclamation) |
| Clarence-Rockland     | Guy Desjardins |
| Hawkesbury Est        | Robert Kirby (acclamation) |
| Hawkesbury            | Jeanne Charlebois |
| Russell               | Cette élection est suspendu à la suite du décès du maire sortant Jean-Paul Saint-Pierre. Une élection partielle est organisée dans trois mois. C'est finalement le conseiller municipal actuel Pierre Leroux l'emporte. |
| La Nation             | François Saint-Amour |

## Maires et conseillers municipaux sortants ne présentant pas à la réélection
Les maires et les conseils municipaux suivants ont annoncé ne pas vouloir présenter leur candidature
Conseillers municipaux
- Érik Bazinet, Russell
- Craig Cullen, Russell
- Gabriel Dussault, Hawkesbury Est
- Mario Laplante, Casselman
- Linda Séguin, Hawkesbury Est

## Alfred et Plantagenet

### Maires
| Candidat à la mairie  | Vote  | % |
| --------------------- | ----- | - |
| Fernand Dicaire       | 17,16 |   |
| Jean-Yves Lalonde (X) | 14,13 |   |
| Mario Charlebois      | 713   |   |

### Conseillers
| Candidats aux conseillers | Vote | % |
| ------------------------- | ---- | - |
| René Beaulne              |      |   |
| André Boudreault          |      |   |
| Richard Brisebois         |      |   |
| Jean-Pierre Cadieux       |      |   |
| Jean-Claude Delorme       |      |   |
| Jeanne Doucet             |      |   |
| Chantal Galipeau          |      |   |
| Serge R. Lalonde          |      |   |
| Benoît Lamarche           |      |   |
| Robert Léger              |      |   |
| Dominique Perrier         |      |   |
| Ian Walker                |      |   |

## Casselman

### Maire
| Candidat à la Mairie | Vote | % |
| -------------------- | ---- | - |
| Conrad Lamadeleine   | 922  |   |
| Daniel Lafleur       | 549  |   |
| Francyn A. Leblanc   | 360  |   |
| Claude Levac (X)     | 171  |   |

### Conseillers
| Candidats aux conseillers | Vote | % |
| ------------------------- | ---- | - |
| Marcel Desjardins         | 1206 |   |
| Anik Charron              | 1137 |   |
| Marcel Cléroux            | 1110 |   |
| Denis Renaud              | 1089 |   |
| Raymond Levac             | 773  |   |
| Karine Millette           | 769  |   |
| Tanya Bériault            | 345  |   |

## Champlain
| Candidat à la Mairie | Vote        | % |
| -------------------- | ----------- | - |
| Gary J. Barton       | Acclamation |   |

### Conseillers

#### Quartier 1
| Candidats aux conseillers | Vote        | % |
| ------------------------- | ----------- | - |
| Troy Carkner              | Acclamation |   |
| Paul-Émile Duval          | Acclamation |   |

#### Quartier 2
| Candidats aux conseillers | Vote | % |
| ------------------------- | ---- | - |
| Jacques Lacelle           | 530  |   |
| Marc Séguin               | 376  |   |
| Paule Doucet              | 296  |   |

#### Quartier 3
| Candidats aux conseillers | Vote        | % |
| ------------------------- | ----------- | - |
| Helen Macleod             | Acclamation |   |
| Normand Riopel            | Acclamation |   |

#### Quartier 4
| Candidats aux conseillers | Vote | % |
| ------------------------- | ---- | - |
| Gérard (Gerry) Miner      | 665  |   |
| Pierre Perreault          | 486  |   |
| Claudette Myre            | 448  |   |
| Yvon St-Jean              | 296  |   |

## Clarence-Rockland

### Maires
| Candidat à la Mairie, | Vote | % |
| --------------------- | ---- | - |
| Guy Desjardins        | 5617 |   |
| Marcel Guibord (X)    | 2209 |   |

### Conseillers

#### Quartier 1
| Candidats au conseiller | Vote | % | Slogan | Profession                                                         |
| ----------------------- | ---- | - | ------ | ------------------------------------------------------------------ |
| Jean-Marc Lalonde       | 965  |   | ?      | Ancien député provincial de Glengarry-Prescott-Russell (1995-2011) |
| Claude Vachon           | 311  |   | ?      | ?                                                                  |

#### Quartier 2
| Candidats au conseiller | Vote | % | Slogan | Profession                             |
| ----------------------- | ---- | - | ------ | -------------------------------------- |
| Mario Zanth             | 574  |   | ?      | ?                                      |
| Jacques Tessier         | 500  |   | ?      | Animateur de TVC22, télé communautaire |

#### Quartier 3
| Candidats au conseiller | Vote | % | Slogan | Profession |
| ----------------------- | ---- | - | ------ | ---------- |
| Carl Grimard            | 935  |   | ?      | ?          |
| Bernard Payer           | 262  |   | ?      | ?          |

#### Quartier 4
| Candidats au conseiller | Vote | % | Slogan | Profession |
| ----------------------- | ---- | - | ------ | ---------- |
| Yvon Simoneau           | 714  |   | ?      | ?          |
| Charles Berlinguette    | 189  |   | ?      | ?          |
| Jacques Archambault     | 136  |   | ?      | ?          |

#### Quartier 5
| Candidats au conseiller | Vote | % | Slogan | Profession |
| ----------------------- | ---- | - | ------ | ---------- |
| André J. Lalonde        | 515  |   | ?      | ?          |
| Gérard (Gerry) Bertrand | 220  |   | ?      | ?          |
| Marc Prudhomme          | 69   |   | ?      | ?          |
| François Montpetit      | 42   |   | ?      | ?          |

#### Quartier 6
| Candidats au conseiller | Vote | % | Slogan | Profession |
| ----------------------- | ---- | - | ------ | ---------- |
| Krysta Simard           | 359  |   | ?      | ?          |
| Luc Thivièrge           | 224  |   | ?      | ?          |
| Sylvie Riopel           | 140  |   | ?      | ?          |
| Denis Chabot            | 94   |   | ?      | ?          |

#### Quartier 7
| Candidats au conseiller | Vote | % | Slogan | Profession |
| ----------------------- | ---- | - | ------ | ---------- |
| Michel Levert           | 392  |   | ?      | ?          |
| René Campeau            | 369  |   | ?      | ?          |

#### Quartier 8
| Candidats au conseiller | Vote | % | Slogan | Profession |
| ----------------------- | ---- | - | ------ | ---------- |
| Diane Choinière         | 471  |   | ?      | ?          |
| Yvon Mayer              | 310  |   | ?      | ?          |

## Hawkesbury Est

### Maire
| Candidat à la Mairie | Vote        | % |
| -------------------- | ----------- | - |
| Robert Kirby         | Acclamation |   |

### Maire adjoint
| Candidats aux conseillers | Vote | % |
| ------------------------- | ---- | - |
| Allen G. Dandy            |      |   |
| Richard Sauvé             |      |   |

### Conseillers
| Candidats aux conseillers | Vote | % |
| ------------------------- | ---- | - |
| Stéphanie Houle           |      |   |
| Luc Lalonde               |      |   |
| Simon Rozon               |      |   |
| Karina Sauvé              |      |   |

## Hawkesbury

### Maire
| Candidat à la mairie | Vote | % |
| -------------------- | ---- | - |
| Jeanne Charlebois    | 2744 |   |
| René Berthiaume (X)  | 1335 |   |
| Jean Bryant Corbin   | 620  |   |

### Conseillers
| Candidats aux conseillers    | Vote | % |
| ---------------------------- | ---- | - |
| Johanne Portelance           | 2750 |   |
| André (Cham) Chamaillard     | 2448 |   |
| Michel Thibodeau             | 2411 |   |
| Yves Paquette                | 2267 |   |
| Daniel Lalonde               | 2074 |   |
| Pierre Ouellet               | 1851 |   |
| Antonios (Tony) Tsourounakis | 1850 |   |
| Gilles Tessier               | 1757 |   |
| Michel Beaulne               | 1472 |   |
| Sylvain Brunette             | 1425 |   |
| Gilbert Cyr                  | 1260 |   |
| Marc Tourangeau              | 1201 |   |
| Alain C. Fraser              | 881  |   |

## Russell

### Conseillers
| Candidats aux conseillers, | Vote | % |
| -------------------------- | ---- | - |
| Amanda Simard              | 2763 |   |
| Jamie Laurin               | 2124 |   |
| Pierre Leroux              | 2074 |   |
| André D. Brisson           | 1923 |   |
| Cindy Saucier              | 1411 |   |
| Patrick Thibodeau          | 1246 |   |
| Raymond Saint-Pierre       | 1205 |   |
| Ron Barr                   | 1184 |   |
| Duane Fitzpatrick          | 858  |   |

### Élection partielle à la mairie
Une élection partielle à la mairie est organisé du 12 au 15 décembre à la suite de l'annonce du décès de Jean-Paul Saint-Pierre le 18 octobre à l'âge de 65 ans, alors qu'il tentait de se faire réélire, le 27 octobre. Un seul candidat à la mairie, son cousin Donald St-Pierre, a décidé de suspendre sa campagne électorale jusqu'à nouvel ordre.
Cependant, les élections aux quatre poste de conseillers municipaux continuent comme prévu le 27 octobre. L'un des neuf candidats, Raymond Saint-Pierre, le frère de l'ancien maire, annonce qu'il n'a pas l'intention de se présenter candidat à la mairie, bien qu'il ait cessé de faire campagne pour l'instant après l'annonce du décès de son frère.

#### Résultats
| Candidat à la Mairie | Vote | % |
| -------------------- | ---- | - |
| Pierre Leroux        | 1780 |   |
| Jamie Laurin         | 1210 |   |
| Donald Saint-Perre   | 684  |   |
| Ronald Thériault     | 568  |   |

#### Candidats pressentis mais s'étant abstenus
- Marc-Antoine Gagnier, auteur et candidat indépendant de Glengarry-Prescott-Russell
- Raymond Saint-Pierre, actuel candidat au poste de conseiller municipal et frère de Jean-Paul Saint-Pierre.

## La Nation

### Maires
| Candidat à la Mairie   | Vote | % |
| ---------------------- | ---- | - |
| François St. Amour (X) | 2510 |   |
| Denis Pommainville     | 1929 |   |

### Conseillers

#### Quartier 1
| Candidats aux conseillers | Vote | % |
| ------------------------- | ---- | - |
| Marie-Noëlle Lanthier     |      |   |
| Raymond Lalande           |      |   |

#### Quartier 2
| Candidats aux conseillers | Vote | % |
| ------------------------- | ---- | - |
| Marcel Legault            |      |   |
| Jean-François Bercier     |      |   |

#### Quartier 3
| Candidats aux conseillers | Vote        | % |
| ------------------------- | ----------- | - |
| Marc Laflèche             | Acclamation |   |

#### Quartier 4
| Candidats aux conseillers | Vote | % |
| ------------------------- | ---- | - |
| Francis Brière            |      |   |
| Pierre Caron              |      |   |